# Theages flavicaput
Theages flavicaput là một loài bướm đêm thuộc phân họ Arctiinae, họ Erebidae.